# Plaza de La Habana
La Plaza de La Habana es un antiguo mercado cubierto de la localidad de Posada, en el municipio asturiano de Llanera.
Actualmente es el Espacio Escénico Plaza de La Habana, funcionando como escuela de música y teatro con 190 localidades.

## El mercado
Fue construida entre 1924 y 1926, sufragada por indianos de Llanera emigrados a Cuba. Se construyó siguiendo el esquema de los mercados de la época: planta rectangular de ladrillo con líneas de imposta decorativas y techumbre de armadura de hierro a cuatro aguas con linternón. Las ventanas tienen arcos escarzanos y las puertas de acceso con arcos de medio punto. En interior una galería recorre el edificio formando una segunda planta.
1. ↑  «Plaza de la habana». Ruta de La Plata. Archivado desde el original el 7 de noviembre de 2017. Consultado el 1 de noviembre de 2017.

- Datos: Q48781730